# Saint-Louis-lès-Bitche
Saint-Louis-lès-Bitche är en kommun i departementet Moselle i regionen Grand Est (tidigare regionen Lorraine) i nordöstra Frankrike. Kommunen ligger i kantonen Bitche som tillhör arrondissementet Sarreguemines. År 2022 hade Saint-Louis-lès-Bitche 463 invånare.

## Befolkningsutveckling
Antalet invånare i kommunen Saint-Louis-lès-Bitche
| Referens: INSEE |